# Ardoux
Der Ardoux (im Mittellauf auch: Grand Ardoux) ist ein Fluss in Frankreich, der in der Region Centre-Val de Loire verläuft.
Er entspringt im Gemeindegebiet von La Ferté-Saint-Aubin, entwässert anfangs in nordwestlicher Richtung, schwenkt dann nach Südwest und mündet nach rund 42 Kilometern bei Saint-Laurent-Nouan als linker Nebenfluss in einen Seitenarm der Loire. Auf seinem Weg durchquert der Ardoux die Départements Loiret und Loir-et-Cher.

## Orte am Fluss
- Ardon
- Cléry-Saint-André
- Dry
- Lailly-en-Val
- Saint-Laurent-Nouan